# Gaze ionizate
Gazele ionizate sunt gaze reale la care o parte din atomii constituenți sunt disociați în ioni pozitivi și electroni. Gazele ionizate sunt formate din atomi nedisociați (neutrii din punct de vedere electric), ioni pozitivi și electroni. În ansamblu se comportă ca medii continue, principala caracteristică a lor fiind concentrația gazului ionizat, definit prin raportul dintre numărul total de particule constituente (atomi, ioni și electroni) și volumul ocupat de gaz.